# Rhadinus ungulinus
Rhadinus ungulinus är en tvåvingeart som beskrevs av Friedrich Hermann Loew 1856. Rhadinus ungulinus ingår i släktet Rhadinus och familjen rovflugor. Inga underarter finns listade i Catalogue of Life.